# Două loturi
„Două loturi” este o nuvelă scrisă de I.L. Caragiale și publicată în perioada 1898-1899 sub titlul „Două bilete pierdute” și apoi, începând din 1901, sub noul titlu. Nuvela i-a fost dedicată lui Constantin Dobrogeanu Gherea.
Pe lângă casierul public Anghelache din schița Inspecțiune, un alt personaj cehovian este și Lefter Popescu din Două loturi. Ideea că a câștigat dă eroului o stare de surescitare și euforie, prefăcută în revoltă când constată că numerele biletelor erau câștigătoare fiecare pentru cealaltă loterie. Monologul lui Lefter reproduce denivelarea psihică cu toate obsesiile indignării împotriva înșelătorilor oficiali într-o izbucnire comic incoerentă:
„- Vice-versa! Nu se poate, domnule! peste poate! Vice-versa! Asta-i șarlatanie, mă-nțelegi! Vă-nvăț eu minte pe d-voastră să umblați d-acu-ncolo cu infamii, și să vă bateți joc de oameni, fiindcă este o exploatare și nu vă mai săturați ca vampirii, pierzând toată sudoarea fiecare om onest, deoarece se-ncrede orbește-n mofturile d-voastră și cu tripotajuri ovreiești de bursă, care suntem noi proști și nu ne-nvățăm odată minte ca să venim, mă-nțelegi, și să ne revoltăm... da! să ne revoltăm! 
Evenimentele intrigii: Lefter și-a cumpărat două bilete de loterie cu bani împrumutați de la căpitanul Pandele. Acesta îl anunță pe Lefter că biletele au ieșit câștigătoare, dar el nu le mai găsește.
Evenimentele desfășurării acțiunii: Lefter răscolește toată casa, dar biletele nu sunt nicăieri. Își amintește că le-a pus în jacheta cenușie, dar soția o vânduse. Dupa ce, înfuriat, sparge toate farfuriile soției, pleacă în căutarea țigăncilor care o cumpăraseră. Lefter recuperează jacheta dar nu și biletele. El lipsise de la serviciu și este somat de șeful său să se prezinte la minister. Trecând din nou pe la „chivuțe”, Lefter este agresat de acestea.

## Istoricul publicării
Nuvela a fost publicată în perioada 1898-1899, sub titlul „Două bilete pierdute”, în revista bucureșteană Gazeta săteanului (condusă de Alexandru Vlahuță). Prima parte a nuvelei a apărut pe prima pagină a numărului 12 (din 22 martie 1898) al revistei Gazeta săteanului, cu dedicația „Lui Gherea”; dedicația a fost reluată în fiecare număr până la sfârșitul apariției nuvelei. Textul literar a fost retipărit de scriitor în anul 1901 într-o broșură de 30 de pagini, care a fost distribuită prin intermediul debitelor de presă, unde era vândută „odată cu gazetele”, după cum își amintea Mihail Sadoveanu care a cumpărat un exemplar de acolo.
Caragiale a revizuit apoi nuvela și a publicat-o cu mici modificări și sub titlul definitiv „Două loturi” în volumul Momente, care a apărut la 10 noiembrie 1901.